# Augustus Edward Hough Love
Augustus Edward Hough Love (Weston-super-Mare, 1863 – Oxford, 1940) è stato un fisico britannico.
Docente all'università di Oxford dal 1899, nel 1893 pubblicò il trattato sulla teoria matematica dell'elasticità. Da lui prendono nome le onde di Love e il numero di Love.